# ウィリアム・マッコール
ウィリアム・キャメロン・“ウィリー”・マッコール（William Cameron "Willie" McCool、1961年9月23日 - 2003年2月1日）は、アメリカ海軍の中佐、アメリカ航空宇宙局の宇宙飛行士である。STS-107のミッションではスペースシャトル・コロンビアのパイロットを務め、大気圏再突入時の事故で死亡した。

## 個人データ
マッコールは1961年9月23日にカリフォルニア州サンディエゴで生まれ、2003年2月1日、着陸予定時刻の16分前にコロンビア号空中分解事故によりアメリカ合衆国南岸沖上空で、妻と子供を残して死亡した。趣味はランニング、マウンテンバイク、ハイキング、キャンプ、水泳、ギターの演奏、チェス等である。ジョン・レノンの「イマジン」が好きで、ミッションの間にも聞いていた。好きなバンドはレディオヘッドで、「フェイク・プラスティック・トゥリーズ」はミッションの間の起床の音楽にも使われた。マッコールはアメリカ海軍兵学校墓地に葬られている。

## 教育
- 1979年：テキサス州ラボックのコロナド高校を卒業
- 1983年：海軍兵学校で応用科学の学士号を取得
- 1985年：メリーランド大学カレッジパーク校でコンピュータ科学の修士号を取得
- 1992年：海軍大学院で航空宇宙工学の修士号を取得

## 受賞など
- NASA宇宙飛行メダル
- NASA功労賞
- 防衛殊勲章
- 宇宙名誉勲章

## 記念
- 小惑星51823ウィリー・マッコール
- マッコール・ヒル：火星のコロンビア・ヒルズ
- マッコール・ホール：フロリダ工科大学
- USNコマンダー・ウィリアム・マッコールGK村：フィリピン・タルラック州

## 海軍での経験
マッコールは1986年8月に基礎的な訓練を終えると、EA-6の訓練を受けるためワシントン州ウィッビー島の第129戦術電子戦飛行隊に配属された。最初に参加した作戦では、第132戦術電子戦飛行隊の一員として、空母コーラル・シーで地中海に展開した。1989年11月、彼は海軍大学院と海軍テストパイロット学校の共同教育プログラムの学生に選ばれた。テストパイロット学校を1992年6月に卒業すると、彼はメリーランド州パタクセント・リバー海軍航空基地の攻撃機テスト部門でTA-4JとEA-6Bのテストパイロットを務めた。彼は様々な作戦で責任者を務めたが、最も大きな貢献は、EA-6Bの試験飛行を行ったことである。パタクセント・リバーでの作戦の後、マッコールはウィッビー島に戻り、第132戦術電子戦飛行隊として空母エンタープライズに乗った。エンタープライズでの指揮により、彼はNASAの目に留まった。
マッコールは、24の航空機で2800時間以上の飛行経験を持つ。

## NASAでの経験
1996年4月にNASAの宇宙飛行士候補に選ばれ、8月からジョンソン宇宙センターで訓練を受けた。2年間の訓練と評価を終え、パイロットとなった。最初はコンピュータ支援部門に配属されたが、飛行ディレクターの技術補助の仕事も行った。STS-107でパイロットとして、15日と22時間20分の間、宇宙に滞在した。

## 宇宙飛行経験
STS-107（2003年1月16日-2月1日）は、コロンビアを用いた16日間のミッションで、科学実験が行われた。乗組員は2交代制で24時間働き、約80の実験が行われた。STS-107のミッションは、2003年2月1日、着陸予定時刻の16分前に大気圏再突入に失敗して終わった。

## 引用
| 「 | 軌道上からは、国境がなく平和、美、壮大さに満ちた地球が見える。私達は、人類全体が国境のない世界を創造することができ、平和のうちに一体となって努力することができることを祈る。 | 」 |